# Grigori Nelyubov
Grigori Grigoyevich Nelyubov (Porfirivka, 31 de março de 1934 – Krai do Litoral, 18 de fevereiro de 1966) foi um cosmonauta soviético. Membro da primeira turma de cosmonautas, eventualmente teria sido um dos primeiros soviéticos no espaço. Contudo, foi demitido após pouco tempo no programa espacial soviético, sem haver completado nem uma única missão ao espaço.

## Biografia
Grigori Nelyubov nasceu em Porfiryevka, na península da Crimeia, na Ucrânia, em 31 de março de 1934. Tornou-se capitão e piloto da Força Aérea Soviética. Foi selecionado como um dos vinte membros da primeira turma de cosmonautas da União Soviética, em 7 de março de 1960. No ano seguinte, 1961, seis destes vinte cosmonautas foram selecionados como candidatos para os primeiros voos tripulados soviéticos. Juntamente com Iuri Gagarin e Gherman Titov, Nelyubov completava um grupo de três selecionados para o primeiro voo espacial. Gagarin foi escolhido como tripulante deste voo, tendo Titov como primeiro cosmonauta reserva e Nelyubov como segundo. Isso significava que dentro em breve Nelyubov seria escolhido como tripulante de algum voo espacial. Contudo, em 27 de março de 1963, Nelyubov, juntamente com os cosmonautas Ivan Anikeyev e Valentin Filatyev, bêbados, envolveram-se em uma briga com membros de uma patrulha de segurança na estação de Chkalovskiy. Devido a este incidente, os três cosmonautas foram demitidos do programa espacial soviético em 17 de abril de 1963. Desta forma, nenhum deles jamais voou ao espaço. Após sua demissão Nelyubov voltou a atuar como piloto de jatos na Sibéria, mas mergulhando cada vez mais em uma profunda depressão e no alcoolismo. Ele teria manifestado a intenção de entrar em contato com Sergei Korolev, o projetista-chefe do programa espacial soviético, para solicitar sua recolocação no posto de cosmonauta. Porém, inesperadamente Korolev morreu em janeiro de 1966, sem que Nelyubov tivesse a chance de entrar em contato com ele. Na manhã do dia 18 de fevereiro de 1966, bêbado, ele teria caminhado ao longo de uma linha de trem junto à estação de Vladivostok, sendo então atropelado por uma locomotiva. Até hoje não se conseguiu determinar com certeza se sua morte foi fruto de um suicídio ou um mero acidente. Para preservar a imagem do programa espacial soviético, todas as informações a respeito da demissão dos cosmonautas e, posteriormente, da morte de Nelyubov, foram censuradas pelo governo soviético.